# Мартин Дамянов
Мартин Нейков Дамянов е български писател на научна фантастика.

## Биография
Роден е през 1978 г. в Полски Тръмбеш. Завършва средното си образование през 1996 г. в ПМГ „Васил Друмев“ в гр. Велико Търново. Висшето си образование завършва през 2003 г. в Медицински университет - София.
Започва да пише разкази на 22 години. Първата награда получава в конкурса „Сребърната спирала“ за разказа си „Вратата“. Същият разказ е номиниран в конкурса на сп. „Зона-Ф“ за фентъзи. Впоследствие публикува разкази в сп. „Зона-Ф“, „Фентъзи Фактор“ и „ЛИК“.